# Triopio
Il Triopio, un sottile promontorio della Caria sudoccidentale, era il sito dove coloni dori del Peloponneso avevano fondato Cnido.

Il promontorio era unito al continente da un breve e stretto istmo. 
(Erodoto, Le storie, I 174 2, trad. Augusta Izzo D'Accinni, Milano, Rizzoli, 2008.)

## Apollo
Gli Cnidi avevano consacrato il promontorio ad Apollo a cui erano devoti.
(Tucidide, La guerra del Peoloponneso, VIII 35, 2, trad. Moreschini, Milano, BUR, 2008.)